# مؤسسة اليمامة الصحفية

## مؤسسة اليمامة الصحفية
أسسها حمد الجاسر عالم وباحث وإعلامي سعودي مهتم في اللغة العربية والتاريخ والجغرافيا والأنساب عمل في قطاع التعليم، والقضاء، والصحافة والنشر، أنشأ مؤسسة اليمامة الصحفية التي أصدرت مجلة اليمامة، أول مجلة تصدر في مدينة الرياض وتبعتها جريدة الرياض كما أنشأ دار اليمامة للبحث والترجمة والنشر.
وهي من المؤسسات الإعلامية الرائدة في المملكة العربية السعودية التي تأسست في عام 1383هـ/1963م بدأت باسم صحيفة «اليمامة» وتعد واحدة من أكبر الشركات الإعلامية الموجودة في المملكة العربية السعوية. كما تمتلك أكثر من 60 فرعاً تنتشر داخل المملكة وخارجها إضافة إلى شبكة من المراسلين. وتعتبر من أكبر وأكثر المؤسسات الصحفية في الوطن العربي نجاحاً ونمواً في مبيعاتها خاصة من خلال جريدة الرياض التي تقدر حجم مبيعاتها الإعلانية بـ (140) مليون دولار سنوياً ويعمل بها أكثر من 1500 موظف ما بين إداريين ومحررين وفنيين وعمال.

## الإدراة
يشغل خالد الفهد العريفي منصب المدير العام لمؤسسة اليمامة الصحفية منذ مايو 2016م.

## بدايات إصداراتها
بدأت المؤسسة أول إصداراتها بجريدة اليمامة الأسبوعية، والتي صدر العدد الأول منها في 7 من ذي القعدة من عام 1383هـ، حتى أن تحولت إلى مجلة اليمامة، ثم أتى الأصدار الثاني فهو جريدة الرياض التي صدر العدد الأول منها في بداية شهر محرم من عام1385هـ/1965م، ولقد طُبعت صحيفة اليمامة في بدايات صدورها في مطبعة دار الكتاب العربي بمصر، ثم نُقلت في عهد الأستاذ زيد بن فياض إلى مؤسسة الطباعة والنشر بجدة ثم إلى بيروت، وبعد تأسيس مطابع الرياض في بداية عام 1385هـ/1965م أصبحت طباعتها في الرياض.

## إصدارات مؤسسة اليمامة الصحفية
مومن المطبوعات التي تصدر عن الشركة أولا جريدة الرياض (يومية) ثانياً مجلة اليمامة (أسبوعية) ثالثاً كتاب الرياض رابعاً جريدة دوت وأيضا يصدر عن المؤسسة جريدتان يوميتان واحدة باللغة العربية وهي جريدة الرياض والأخرى باللغة الانقليزية وهي
Riyadh Daily والتي صدرت على شكل نشرة يومية عام 1387هـ ثم تطورت وأصبحت على هيئة جريدة عام 1404ه

### جريدة الرياض
تأسست جريدة الرياض التي تصدرها مؤسسة اليمامة الصحفية بتاريخ 1/1/1385ه الموافق 1/5/1965م كأول جريدة رسمية تصدر باللغة العربية في عاصمة المملكة العربية السعودية، وبدأت في حي المرقب وظلت هناك 9 سنوات قبل أن تنتقل إلى حي الملز والتي بقيت هناك لمدة 18 سنة تقريباً، ثم تم افتتاح مبنى المؤسسة الجديد في حي الصحافة بتاريخ 5/7/1414هـ وفيه انتقلت إلى أحدث تقنيات الطباعة وذروتها.
وتنتشر مكاتب «الرياض» داخل المملكة وخارجها حيث يصل عددها إلى 58 مكتبا إضافة إلى شبكة من مئات المراسلين حول العالم، حيث تعد من أكثر الصحف في الوطن العربي نجاحا ونموا، وتصدر الصحيفة في 48-64 صفحة يومياً وقد تصل أعداد الصفحات فيها إلى أكثر من 100 صفحة في مناسبات خاصة، ويقوم على تحريرها نخبة من الكتاب والمحررين.
ويعمل بـ«الرياض» أكبر عدد من الموظفين المتفرغين على مستوى الجهات الإعلامية في المملكة بشكل يفوق الثلاثة أضعاف عن اقرب جهة إعلامية سعودية منافسة لها، وقد تمكنت «الرياض» ومنذ سنوات من تحقيق نسبة 100% في سعودة وظائف التحرير، ويشكل 50% من أعضاء الجمعية العمومية للمؤسسة والمشاركين في ملكيتها صحفيين وإداريين يعملون في التحرير ولهم الحق في الأرباح والتصويت في الجمعية العمومية.
كما يعد موقع «الرياض» الإلكتروني alriyadh.com (تأسس عام 1998م) أحد أبرز وأكبر المواقع الإعلامية على شبكة الإنترنت، ويحظى بمعدل زيارات عالية تقدر بنحو مليون ونصف مليون زيارة يومياً مما يضعه في طليعة المواقع الالكترونية السعودية والعربية.
حصلت «الرياض» على تكريم العديد من الجمعيات والمؤسسات الخيرية نتيجة لمبادراتها الإنسانية في الدعم، وكانت أول من اهتم بالعنصر النسائي حيث تم تعيين أول مديرة تحرير في مؤسسة صحفية بالإضافة إلى انضمامهن لعضوية المؤسسة وملكيتها.

### مجلة اليمامة
تعتبر اليمامة أول مطبوعة صحفية تصدر في المنطقة الوسطى من المملكة العربية السعودية، إذ أصدرها علامة الجزيرة العربية الشيخ حمد الجاسر في ذي الحجة 1372ه كمجلة شهرية من 42 صفحة ثم تحولت إلى جريدة أسبوعية تصدر في 4 صفحات في صفر 1375ه.
وبعد صدور نظام المؤسسات الصحفية صدر العدد الأول من مجلة اليمامة الأسبوعية في ثوبها الجديد في 7 ذي الحجة 1383ه كإحدى مطبوعات مؤسسة اليمامة الصحفية.
لقد حققت مجلة اليمامة عبر مسيرتها التي امتدت لأكثر من 45 عاماً قفزات كبيرة وخطت خطوات جبارة على طريق تطويرها تحريراً وإخراجاً وطباعة، واليمامة نافذة صحفية وإعلامية وثقافية يطل منها القارئ السعودي والعربي على قضايا الأمة المعاصرة وهمومها. وتميز طرح اليمامة بالجرآة والشفافية مع التزام المعايير التي تمليها خصوصية النهج الإعلامي السعودي وضوابطه المهنية والأخلاقية.
وحالياً تطبع اليمامة ما بين 45 50 ألف نسخة على مطابع ألمانية حديثة من طراز
(مان رولاند آر 750) وتعد مطبعة اليمامة الجديدة نقلة تقنية هامة في مجال الطباعة الصحفية.
والمطبعة الجديدة مطبعة (أوفست) خمسة ألوان مجهزة برولات تحبير ذات أقطار مختلفة وكمبيوتر يتحكم أتوماتيكاً في كميات ومواقع تغذية الحبر على الورق ويمكن ضبط عملية التحبير عن بعد. وتستخدم المطبعة مقاسات ورق مختلفة وبسرعة طبع قصوى 15,000 فرخ/ ساعة على وجه واحد و11,000 فرخ/ ساعة للطباعة على الوجهين، كما تم إضافة نظام فرن التجفيف الذي يضيف صفات طباعية خاصة مثل اللمعان ونقاوة الألوان.

### كتاب الرياض
أحد أبرز إصدارات مؤسسة اليمامة الصحفية، بدأ أول إصدار شهري منذ عام (1993)م.يطرح فيه كل شهر موضوعا مختلفا في معارف متنوعة، ويعده نخبة من المفكرين والكتاب العرب، كما يعتبر من أهم المساهمات التي تقدمها جريدة الرياض للثقافة العربية ويباع للقارئ بسعر رمزي.

### جريدة دوت
نشرة إعلانية تصدرأسـبوعـياً بـعدة لـغات اجـنبية (انجـليزي - اوردو - تـاغـالـو)، تمـت دراسـتها بـناء عـلى أعـداد المقيمين في المـملكة والـذي وصـل عـددهـم إلى مـا يـفوق 10 مـليون في2016م غـالـبيتهم من غير الناطقين باللغة العربية.

### منصة الرياض اليوم
- منصة نشر إلكترونية دشنتها مؤسسة اليمامة الصحفية عام 2019م، وتقدم محتوى يغطي مختلف مجالات الحياة[9]، وبطرق تتلاءم مع الثورة الاتصالية التي يشهدها العالم. وتهدف لتقديم المعلومة الصحيحة والمفيدة بطرق احترافية وفق أحدث الأساليب الفنية في صحافة الموبايل تحت شعار: (المستقبل يبدأ اليوم). وتسعى المنصة إلى تأسيس نمط صحافي يواكب المتغيرات في صناعة الإعلام.[10]
حصدت المنصة جائزة مسار الأفلام الوثائقية والقصيرة في الدورة 15 من مهرجان الخليج للإذاعة والتلفزيون في مملكة البحرين 2022م.[11]

## أرباح مؤسسة اليمامة الصحفية
1- في 31-12-2013 مم تحقيق صافي أرباح بلغت (123.473.474)
2-في 2014/12/31 تحقيق صافي أرباح بلفت (97.200.000)
3-في 2015/12/31 تحقيق صافي أرباح بلغت (40.500.000)